# Hagenbeck (Adelsgeschlecht)

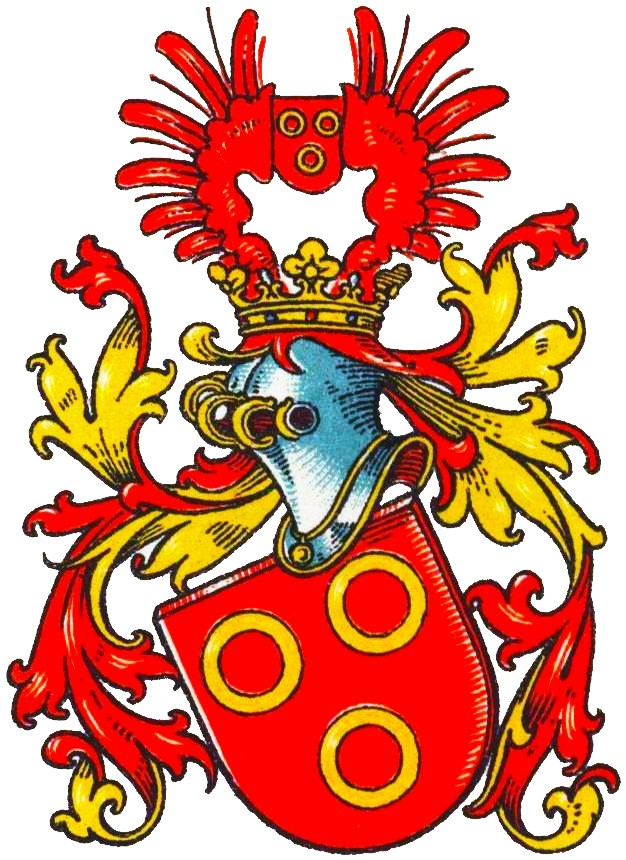
Wappen derer von Hagenbeck im Wappenbuch des Westfälischen Adels

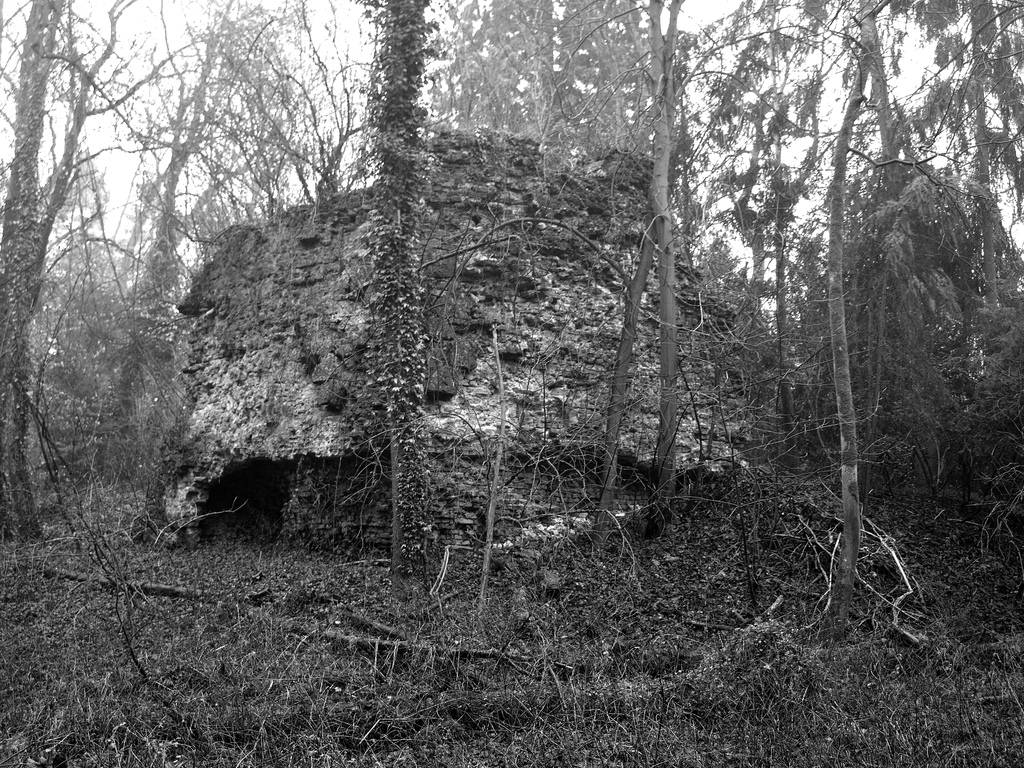
Teile der Ruine vom Rittergut Haus Hagenbeck

Hagenbeck ist der Name eines erloschenen westfälischen Adelsgeschlechts.

## Geschichte
Das Geschlecht hatte seinen gleichnamigen Stammsitz Haus Hagenbeck in Dorsten, Kreis Recklinghausen. Das Adelsgeschlecht wird erstmals 1217 mit Gerhardus de Hagenbeck als Zeuge anlässlich einer Güterübertragung an das Kloster Marienborn genannt. Im 14. Jahrhundert wird die urkundliche Überlieferung reichhaltig, insbesondere in Urkunden des Bischofs von Münster treten Knappen und Ritter von Hagenbeck als Zeugen in zahlreichen Verträgen auf. Die Ritter sind neben ihrem örtlichen Besitz mit Lehen der Abteien Werden und Marienborn in der Herrlichkeit Lembeck und mit münsterschen geistlichen Lehen im weiteren Bistum Münster ausgestattet.
Am 23. Juni des Jahres 1315 verkaufen die Brüder Everhard und Tillmann von Hagenbeck, im Einverständnis mit ihren Erben, die Burg Hagenbeck, als „Offenhaus“, für 150 Mark münsterscher Denare an den Bischof von Münster, Ludwig II. Die im Vertrag genannten Nutzungsrechte des Bischofs (fester Platz, Verwaltungssitz und Baurecht) wurden allerdings später nie ausgeübt. Die Hagenbecker Ritter waren Ministerialen der Bischöfe von Münster.
Die Linie des Johan de olde († vor 16. März 1364) richtete ihre Politik nach der Tradition zum Hochstift Münster aus, während sein Neffe Johan de jonge († vor 25. Juni 1383) sich nach Westen, den Grafen von Kleve zuwandte. 1338 übertrug Johan de jonge seinen Anteil an der Burg dem Grafen Dietrich von Kleve als Offenhaus, ausgenommen gegen den Bischof von Münster: Der Graf erhielt auch die Holzgrafschaft in der Emmelkämper Mark und die Fischereirechte in den Altwassern der Lippe. Diese Rechte bekam Johan de jonge jedoch als Mannlehen zurück. Johan de jonge von Hagenbeck nannte den Grafen von Kleve und später auch dessen Nachfolger Graf Johann „seinen lieben Herrn“. Damit war Johan de jonge Lehnsmann des Grafen geworden und vom Bischof von Münster abgefallen.
Schon 1340 war Johan de jonge in den Krieg gegen den Herzog Rainald II. von Geldern verwickelt. Der Herzog schickte sein Kriegsvolk gegen die Burg Hagenbeck. Für die angerichteten Schäden wurde Johan de olde als unbeteiligter Mitbesitzer mit 80 Mark entschädigt und verpflichtete sich vertraglich, für die Dauer des Krieges dem Herzog von Geldern die Burg als Offenhaus verfügbar zu machen und seinen Neffen an deren Nutzung gegen den Herzog zu hindern. Zwischen 1354 und 1365 war Johan de Jonge als Amtmann des Klever Amtes (Neu-)Schermbeck tätig.
Auch am geldrischen Erbfolgekrieg mit der Entscheidungsschlacht am 25. Mai 1361 war Johan de Jonge als Mitglied des vom Bischof von Münster Adolf abtrünnigen münsterschen Stiftsadels beteiligt. Der Bruder des Bischofs, Graf Engelbert III. von der Mark, bekämpfte die Treubrüchigen. Schon im Juli 1361 wurden Beschlüsse gegen Johan de jonge gefasst und im Folgenden Kriege wurde die Burg Hagenbeck im März 1362 belagert. Johan de jonge verlor seine Anteile an Burg und Herrschaft, die am 31. Mai 1362 an Wessel, den Sohn des Johan de olde, als erbliches Burglehen übertragen wurden. Johan de jonge klagte jedoch vor dem Ministerialengericht in Lembeck seine Besitzrechte ein. 1373 wurde durch einen Vertrag zwischen beiden Hagenbecker Linien der Ausgleich geschlossen.
Der örtliche Besitz der Hagenbeck umfasste die Burg und allodiale Ländereien nördlich der Lippe zwischen dem Hohenkamp und Schermbeck (vom Werth bis zum Loh etwa 2,5 km und 1,5 km in Nord-Süd-Richtung). Zur Burg gehörte ferner die Grundherrschaft in der Bauerschaft Hagenbeck, später Kirchspiel Holsterhausen. Zu dieser gehörte der Kreskenhof als Fischereihof zur Nutzung der Fischereirechte in der Lippe. In der Emmelkämper Mark, in der die Hagenbecker das Markenrichteramt bekleideten, betrieben sie einen Steinbruch, den sie an die Stadt Dorsten verpachteten. Daraus wurden unter anderem die Steine für die Großbauten der Stadt (Ringmauer und Kirche) gewonnen, ebenso für den Neubau des Hauses Hagenbeck.
Dazu kommt weiterer umfangreicher Lehnsbesitz. Johan de jonge erwarb unter anderem weitere Kämpe an der Lippe vom Hause Gahlen und Rechte in der Hünxer Mark und im Kirchspiel Hünxe von Johan van den Berghe. Damit übernahm er den Besitz der Ritter van den Berghe und drang in das Klever Territorium vor. 1350 kaufe er sieben Eigenhörige von Sweder von Ringenberg und weitere 10 Eigenhörige vor dem Gericht in Wesel. Aus der Ansiedlung dieser Arbeitskräfte entstand 1350 das Dorf Holsterhausen. Im Unterschied zu „Holzhausen“ gibt es nur drei „Holsterhausen“ (Siedlung der Holzarbeiter) in Deutschland: Dorsten-, Essen- und Herne-Holsterhausen, alle im Umkreis von Klever Herrschaftsrechten und in Nähe der Flüsse Lippe, Emscher und Ruhr gelegen mit dem Zweck der Holzzufuhr zum Niederrhein.
Den Erwerbungen stehen die Erbteilungen entgegen, die in zwei Linien mit mehreren Erben jeder Generation erhebliche finanzielle Belastungen verursachten. Trotz Verkäufen und Verpfändungen, unter anderem an die Stadt Dorsten, konnte dennoch in der Regel der Besitz wieder vereinigt werden. Jedoch gegen Ende des 14. Jahrhunderts, in dem viele kleine Rittergeschlechter untergingen, gelang dies nicht mehr. Insbesondere die Nachfolger Johans de jonges trennten sich von ihren Hagenbecker Besitzungen.
Auf Haus Hagenbeck erlosch die männliche Erbfolge mit dem Tode Wessels von Hagenbeck († vor 1403), Sohn des Johan de olde. Mit der Erbtochter Woltera (Woltharda) ging die Burg an die Herren von Heyden über.
Es gab mehrere Nebenlinien der Hagenbecker, von denen einige die älteren Linien auf der Stammburg überlebten. So wurden 1301 zwei Brüder Inhaber der Burg Sythen, die bis 1450 im Besitz der Hagenbecker blieb. Tilmann war Schultheiß des Lehnshofes Nünning des Damenstifts Essen (bis 1342), und ein Johann von Hagenbeck wurde 1375 vom Kölner Erzbischof mit Gütern in Binsheim (Herrschaft Moers) belehnt. Bernd von Hagenbeck war Parteigänger des Erzbischofs im Krieg gegen Bernt von Strünkede und wurde 1410 entschädigt. 1444 war ein Johann von Hagenbeck geistlicher Rektor. 
Laut Max von Spießen starb die Familie um 1500 aus.

## Familie Hagenbeck(e) in Reval
Eine Familie Hagenbeck(e) war seit 1415 in Reval ansässig. Besonders trat Dietrich hervor: 1457 als Schwarzhäupterbruder, 1467 als Ratsherr, 1479 als Bürgermeister. Brüder Dietrichs waren Hans und Thomas (1483). Zwei Schwestern waren in Duisburg verheiratet. Noch 1491 war Claus in Reval bezeugt. Eine Abstammung der Revaler Hagenbeck, die eine Lilie im Wappen führten, von den wappenverschiedenen westfälischen Hagenbeck ist nicht belegt.

## Familienverbund Hagenbeck
Die heutigen Träger des Familiennamens Hagenbeck führen sich auf das Adelsgeschlecht zurück. Mit der Ergreifung bürgerlicher Berufe sei der Adelsstand aufgegeben worden. Berühmtester Zweig durch Tierpark Hagenbeck und Zirkus sei die Familie Hagenbeck in Hamburg. Der „Hagenbeck-Verbond“ in den Niederlanden pflegt die Familientradition.

## Wappen
Blasonierung: In Rot drei (2:1) goldene Ringe. Auf dem bekrönten Helm mit rot-goldenen Helmdecken ein offener roter Flug, dazwischen wiederholt sich der Schild.

Wappen von Holsterhausen (Dorsten)
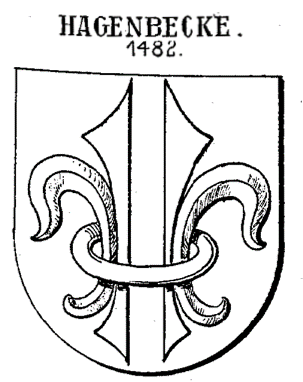
Wappen derer von Hagenbeck(e) zu Reval